# Paasikiviho–Kekkonenova linie
Paasikiviho–Kekkonenova linie je označení pro politiku Finska v období po druhé světové válce, hlavně za úřadování prezidentů Paasikiviho a Kekkonena (1946–1982). Dá se označit za politiku balancování mezi Západem a Východem během studené války. Finové si tedy udržovali neutralitu, ovšem s lehkým příklonem k SSSR. Tento typ vztahu vynuceného mocnějším sousedem získal označení finlandizace.
Finsko si status neutrality zachovávalo až do roku 2022, kdy v reakci na ruskou invazi na Ukrajinu úspěšně zažádalo o vstup do Severoatlantické aliance.

## Pozadí

### Za Paasikiviho
Finsko v rámci Moskevského příměří, které ukončilo pokračovací válku, přišlo zhruba o desetinu území, zároveň byl ale v dokumentu požadavek sovětské strany na zrušení protikomunistických zákonů. To umožnilo vznik finské komunistické strany, která v březnových volbách roku 1945 získala kolem čtvrtiny hlasů a šla do vlády s vítěznou sociální demokracií a Agrární ligou. Komunisté získali klíčová ministerstva, vláda odmítla Marshallův plán a vše nasvědčovalo tomu, že Finsko potvrdí trend v tehdejší střední a východní Evropě a stane se dalším vazalem SSSR. Zlom přišel na jaře 1948 po setkání Stalina a Paasikiviho, na němž, k udivení všech zúčastněných, Finsko ústy Paasikiviho odmítlo smlouvu o přátelství a spolupráci, jakou již SSSR uzavřel s jinými státy (např. ČSR, Polsko), a nabídlo novou, sepsanou Finy. Jednání trvala pět dní, ale skončila pro Finsko vítězně – Finové se zavázali vojensky pomoci v případě, že by „Němci nebo jejich spojenci“ napadli SSSR, na oplátku zůstanou „stranou konfliktu velmocí“.

### Za Kekkonena
Když v roce 1956 nahradil v prezidentském postu Paasikiviho Kekkonen; dnes historici jako např. Kimmo Rentola mluví o „přímém rozkazu z Moskvy“ a zapojení KGB (Kekkonen vyhrál těsně 151 ku 149); přichází vstřícnější vztahy vůči SSSR. Pokaždé, když to vypadalo, jako by se Finsko přiklánělo na Západ, došlo ke krizi vztahů Finsko-SSSR (Krize nočního mrazu, Nótová krize), kterou prezident přišel „hasit“. Status quo se tak vracel zpátky na pozici Finska jako mostu mezi dvěma bloky, ovšem s mírným příklonem k Moskvě. Podstata těchto krizí, jejich načasování a konečný výsledek nahrávají spekulacím o prezidentově spojení s KGB.

## Příklady politiky Paasikiviho–Kekkonenovy linie
- Finsko uzavřelo dohodu o volném obchodu s EHS, zároveň ale podepsalo smlouvu o spolupráci s RVHP.[1]
- Vyústěním a pomyslným vrcholem této politiky byla Konference o bezpečnosti a spolupráci v Evropě v roce 1975, která se konala právě v Helsinkách.